# Kolyma
För andra betydelser, se Kolyma (olika betydelser).

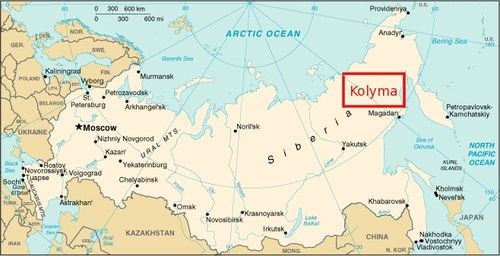
Kolyma-regionens läge.

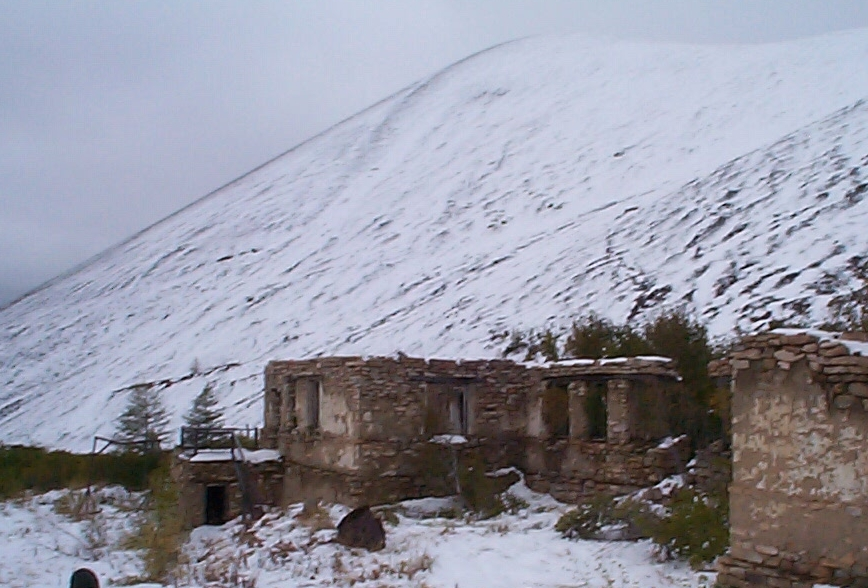
Tenngruvan Butugytjeg, ett arbetsläger i Gulag.

Kolyma betecknar både ett geografiskt område  i nordöstra Sibirien i Ryssland liksom  en synonym för GULAG-systemets allra värsta koncentration av koncentrationsläger.
Det är beläget mellan Norra ishavet i norr och Ochotska havet i syd. Kolymas gränser i Fjärran Östern sägs ha legat i hela området bortom floden Lena och norr om Aldan ända till Gydanmassivet i öster. Administrativt delas det mellan det autonoma distriktet Tjuktjien och Magadan oblast. Namnet på regionen kommer från Kolymafloden och Kolymabergen, vilka båda genomkorsar regionen. Bergskedjan har varit så otillgänglig att delar av den kartlades så sent som 1926.   
Kolyma har även blivit en metafor för stalintidens värsta system avkoncentrationsläger. Klimatet i Kolyma är, frånsett Antarktis, ansett som det strängaste på jorden.  
Överstyrelsen för koloniseringen av Fjärran Norden - DALSTROJ - dvs säkerhetstjänstens strafflägerförvaltning i Kolyma hade sitt centrum i orten Magadan. Dess lägerbefolkning var aldrig så stor som i Petjoraområdet, vanligtvis omkring en halv miljon, men dödligheten var så hög att fler fångar hann vistas i dessa läger än i något annat område. Då området vanligtvis enbart trafikerades sjövägen och deras antal, lastförmåga och antalet turer är kända, kan man uppskatta minimiantalet döda till en miljon enbart mellan 1937 och 1941.
I Kolyma låg orten Serpantinka, beläget ovanför Magadan som ett straffläger inom strafflägersystemet, vilket under åren 1937-1938 fungerade som avrättningsplats. Robert Conquest skriver att tortyr och avrättningar på denna plats kulminerade 1938 med uppskattningsvis 38000 arkebuserade.
Kolyma är till ytan tre gånger så stort som Sverige. Under Josef Stalins tid vid makten blev regionen den mest ökända av Gulags provinser.   Anne Applebaum skriver att på samma sätt som Auschwitz blivit en symbol för alla andra nazistiska läger har ”Kolyma kommit att beteckna Gulags allra värsta förhållanden”. Enligt efterforskningar av Robert Conquest torde mer än tre miljoner människor ha avlidit antingen under transport till eller i något av Kolymas talrika guldgruve-, skogshuggnings-, vägarbets- eller övriga arbetsläger från 1932 till 1954. Antalet avlidna är omstritt, från tre miljoner enligt Robert Conquests första beräkningar, till Norman Polmars 130 000 döda. Kolymas skräckinjagande rykte fick författaren Alexander Solsjenitsyn att omnämna området som Gulags "köld- och grymhetspol".  
Varlam Sjalamov har skildrat sina lägervistelser, i berättelser från Kolyma -  där han satt åren 1937-1953, som hitintills utgivits i tre av sju volymer; Skovelmästaren - berättelser från Kolyma (2003), Genom snön (2018), Vänstra stranden (2023). I den sistnämnda beskriver han livet i de isiga guldgruvorna i Kolymas sextiogradiga kyla: ”Man dödade med tungt arbete, det övermäktiga lägerarbetet, förhärligat som en fråga om heder, en fråga om ära, en fråga om dygd och hjältemod, dödade med chefernas slag, vakternas kolvar, förmännens knytnävar, frisörernas knuffar, kamraternas armbågar … Man dödade med svält - med det tunna lägerblasket”.
Fångarna dog i det isolerade Kolymas vita öken - av svält, köld, nedbrytande arbete, misshandel och sjukdomar. Vid ett arbete rasade massgraven för fångar ihop - en stengrop fylld till brädden med oförmultnade kroppar från 1938 och där den eviga tjälen avslöjade Kolymas hemlighet. ”Varenda en av våra närstående som gått under på Kolyma, varenda en av de arkebuserade, ihjälslagna, utmärglade av svält kan fortfarande identifieras - också årtionden senare. På Kolyma fanns det inga gaskamrar. Liken väntar i stenen, i den eviga tjälen”. ”De här gravarna, enorma stengroparna var fyllda till brädden med kroppar. Oförmultnade kroppar, nakna skelett klädda med hud, smutsig, sönderriven, lusbiten hud”.
I Gulagarkipelagens 1500 sidor finns Kolyma med som ord- och namnförklaring av översättaren Hans Björkegren som nr:1 - ”Kolyma var ett av Stalintidens största lägerområden, beläget i norra Jakutien utmed floden K. I början av 30-talet centrum för guldutvinningen”.